# Flabellum

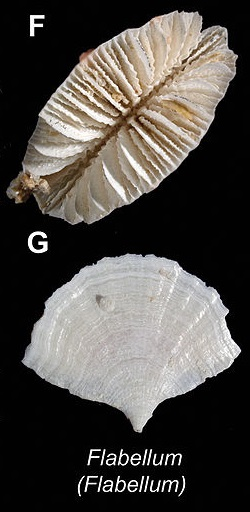
Vistas calicular y lateral del coralito del subgénero Flabellum (Flabellum)

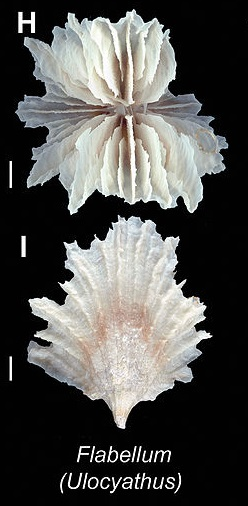
Vistas calicular y lateral del coralito del subgénero Flabellum (Ulocyathus)

Flabellum es un género de corales marinos que pertenecen al orden Scleractinia, de la clase Anthozoa.  
Comprende dos subgéneros y es el género de la familia, junto a Trucatoflabellum, que posee más especies descubiertas en los últimos años. Su nombre en latín significa pequeño abanico, debido a la forma de su coralito.

## Especies
El Registro Mundial de Especies Marinas acepta las siguientes especies:
Subgénero Flabellum (Flabellum):
- Flabellum (Flabellum) angustum. Yabe & Eguchi, 1942
- Flabellum (Flabellum) arcuatile. Cairns, 1999
- Flabellum (Flabellum) areum. Cairns, 1982
- Flabellum (Flabellum) atlanticum. Cairns, 1979
- Flabellum (Flabellum) australe. Moseley, 1881
- Flabellum (Flabellum) campanulatum. Holdsworth, 1862
- Flabellum (Flabellum) chunii. Marenzeller, 1904
- Flabellum (Flabellum) cinctutum. Cairns & Polonio, 2013
- Flabellum (Flabellum) curvatum. Moseley, 1881
- Flabellum (Flabellum) flexuosum. Cairns, 1982
- Flabellum (Flabellum) floridanum. Cairns, 1991
- Flabellum (Flabellum) folkesoni. Cairns, 1998
- Flabellum (Flabellum) gardineri. Cairns, 1982
- Flabellum (Flabellum) impensum. Squires, 1962
- Flabellum (Flabellum) knoxi. Ralph & Squires, 1962
- Flabellum (Flabellum) lamellulosum. Alcock, 1902
- Flabellum (Flabellum) magnificum. Marenzeller, 1904
- Flabellum (Flabellum) ongulense. Eguchi, 1965
- Flabellum (Flabellum) patens. Moseley, 1881
- Flabellum (Flabellum) pavoninum. Lesson, 1831
- Flabellum (Flabellum) politum. Cairns, 1989
- Flabellum (Flabellum) thouarsii. Milne Edwards & Haime, 1848
- Flabellum (Flabellum) transversale. Moseley, 1881
- Flabellum (Flabellum) vaughani. Cairns, 1984

Subgénero Flabellum (Ulocyathus):
- Flabellum (Ulocyathus) alabastrum. Moseley in Thomson, 1873
- Flabellum (Ulocyathus) angulare. Moseley, 1876
- Flabellum (Ulocyathus) aotearoa. Squires, 1964
- Flabellum (Ulocyathus) apertum. Moseley, 1876
- Flabellum (Ulocyathus) conuis. Moseley, 1881
- Flabellum (Ulocyathus) daphnense. Durham & Barnard, 1952
- Flabellum (Ulocyathus) deludens. Marenzeller, 1904
- Flabellum (Ulocyathus) hoffmeisteri. Cairns & Parker, 1992
- Flabellum (Ulocyathus) japonicum. Moseley, 1881
- Flabellum (Ulocyathus) lowekeyesi. Squires & Ralph, 1965
- Flabellum (Ulocyathus) macandrewi. Gray, 1849
- Flabellum (Ulocyathus) marcus. Keller, 1974
- Flabellum (Ulocyathus) marenzelleri. Cairns, 1989
- Flabellum (Ulocyathus) messum. Alcock, 1902
- Flabellum (Ulocyathus) moseleyi. Pourtalès, 1880
- Flabellum (Ulocyathus) sexcostatum. Cairns, 1989
- Flabellum (Ulocyathus) tuthilli. Hoffmeister, 1933

## Morfología
Son pólipos solitarios, nunca coloniales, y no son corales hermatípicos. No poseen zooxantelas. 
Sus esqueletos, o coralitos, tienen forma de abanico y son elípticos en un corte transversal. Presentan muchos septa, hasta más de 300, que son no salientes, muy finos y están dispuestos hexameralmente, normalmente en 6 ciclos completos. No tienen lóbulos paliformes. La columela es ausente o rudimentaria. El perímetro del cáliz puede ser dentado o liso. En general, son de pequeño tamaño, de 2 a 3 cm de diámetro, siendo la especie Flabellum (Flabellum) impensum la de mayor tamaño, con 12,8 cm de diámetro y 8 cm de altura.
Los pólipos están extendidos día y noche, y son grandes, similares a los de Tubastraea.

## Hábitat y distribución
Su rango de profundidad es de 0 a 4.455 m, y su rango de temperatura entre -2.02 en la Antártida y 28.79 (°C) en los trópicos.
Se distribuyen en todos los mares y latitudes. Especialmente en lomas y montañas marinas.

## Alimentación
Al carecer de zooxantelas se alimentan de las presas de zooplancton que atrapan con sus tentáculos y de materia orgánica disuelta en la columna de agua.

## Reproducción
La gametogénesis es síncrona entre individuos machos y hembras. La expulsión coincide con periodos de crecientes temperaturas y elevadas tasas de productividad en la columna de agua. Los oocitos son expulsados por la abertura oral en grupos de 3 a 5, rodeados de filamentos mesenteriales y adheridos a un hilo. Tras ser fertilizados, los embriones se convierten en larvas plánulas en 24 horas. Posteriormente se adhieren al sustrato y evolucionan a pólipo, comenzando a secretar carbonato cálcico para construir su coralito.